# Böhmenkirch

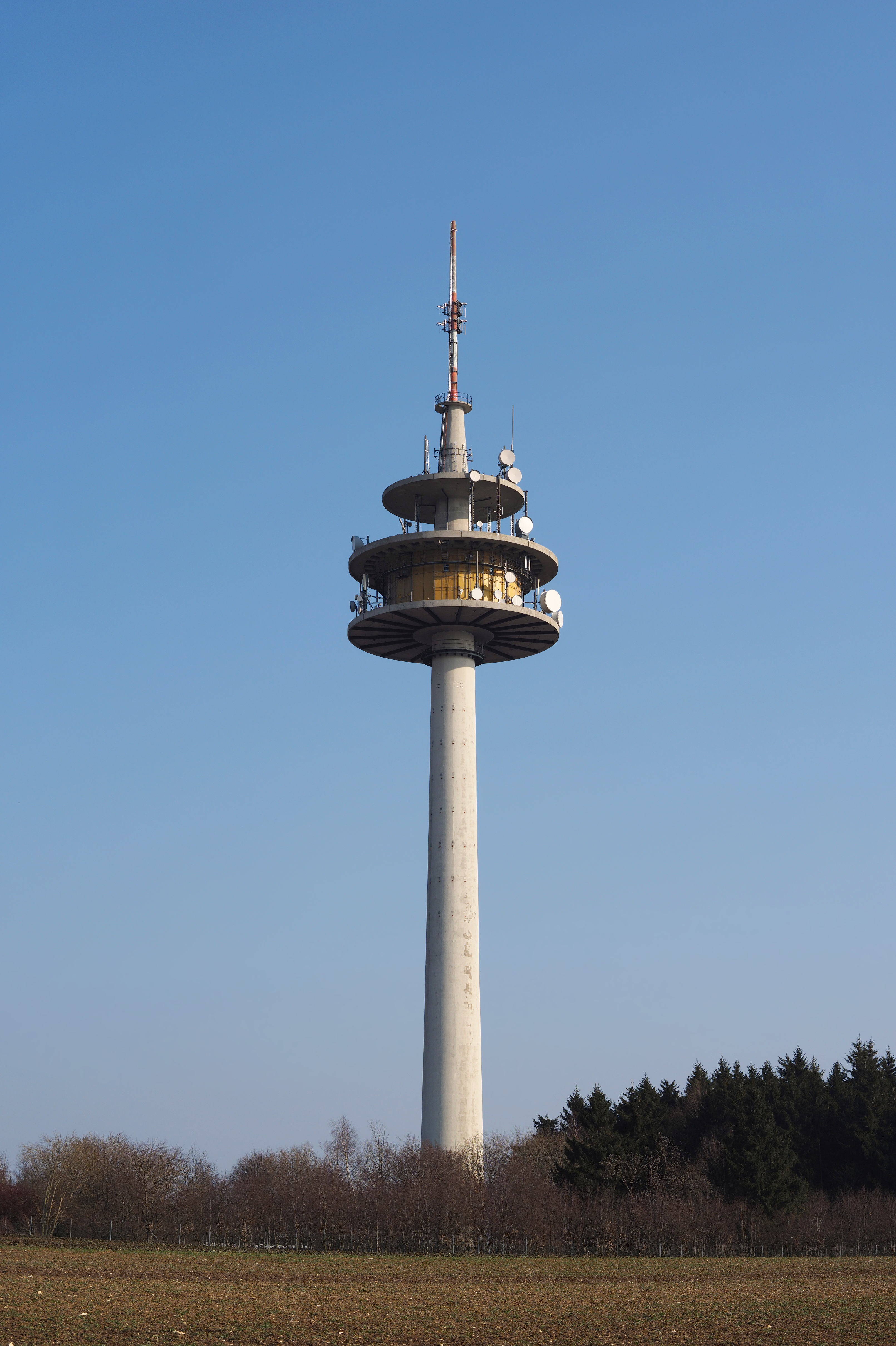
Fernmeldeturm südwestlich von Schnittlingen

Böhmenkirch ist eine Gemeinde im Landkreis Göppingen in Baden-Württemberg.

## Geographie

### Geographische Lage
Böhmenkirch liegt in einer Höhe von 495 bis 746 m ü. NN Höhe auf dem Albuch genannten Teil der Hochfläche der Schwäbischen Alb zwischen Oberem Brenz- und Kochertal im Ostnordosten und dem großen Talbogen der Fils im Westsüdwesten. Das namensgebende Dorf der Gemeinde ist in Luftlinie etwa 21 km von der Kreisstadt Göppingen im Westen entfernt und etwa 32 km von der Großstadt Ulm im Süden.

### Gemeindegliederung
Zu Böhmenkirch gehören die ehemals selbstständigen Gemeinden Schnittlingen, Steinenkirch und Treffelhausen. Zur Gemeinde Böhmenkirch in den Grenzen vom 31. Dezember 1972 gehören das Dorf Böhmenkirch und der Weiler Heidhöfe sowie die abgegangenen Ortschaften Schönenberg, Neuhausen, Boxweiler, Hoebert und Siggenweiler. Zur ehemaligen Gemeinde Schnittlingen gehören das Dorf Schnittlingen und die Häuser Berg (Funkstelle) und Ziegelhütte sowie die abgegangenen Ortschaften Wintereswanc und Winterreute. Zur ehemaligen Gemeinde Steinenkirch gehören das Dorf Steinenkirch, der Weiler Trasenberg, das Gehöft Lindenhof und die Häuser Obere Roggenmühle und Ravenstein. Zur ehemaligen Gemeinde Treffelhausen gehört das Dorf Treffelhausen.

### Nachbargemeinden
An das Gemeindegebiet von Böhmenkirch grenzen reihum die Gemeinden Bartholomä im Norden im Ostalbkreis; Steinheim am Albuch im Osten und Gerstetten im Südosten, beide im Landkreis Heidenheim; sowie die Städte Geislingen an der Steige im Südwesten, Donzdorf im Westen und Lauterstein im Nordwesten, alle drei im eigenen Landkreis Göppingen.

### Flächenaufteilung
Nach Daten des Statistischen Landesamtes, Stand 2014.

## Geschichte

### Mittelalter
Böhmenkirch wurde im Jahre 1225 in einem vatikanischen Register erstmals als Bominwirche urkundlich erwähnt. 1302 befand sich Böhmenkirch als Pfand des Reiches im Besitz der Grafen von Helfenstein. Graf Ulrich III. von Helfenstein war 1307 auf Grund seiner Verschuldung gezwungen, Gebiete an Albert I. von Rechberg zu verpfänden, darunter auch Böhmenkirch. 1476 verfügte Böhmenkirch nachweislich über das Stadtrecht mit hoher Gerichtsbarkeit, was in der Neuzeit offenbar verloren ging.

### Neuzeit
Böhmenkirch war Reichsgut, wenngleich dauerhaft an das Haus Rechberg verpfändet, und genoss besondere Rechte, die beim Böhmenkircher Bauernaufstand von 1580 bis 1582 gegen Haug (Hugo) von Rechberg eine Rolle spielten.
Die ritterschaftliche Herrschaft der Rechberger verlor in der napoleonischen Zeit ihre Reichsunmittelbarkeit. Dabei fiel Böhmenkirch mit der Herrschaft Weißenstein 1806 zunächst an das Königreich Bayern. 1810 wurde Böhmenkirch auf Grund des Grenzvertrags von 1810 an das Königreich Württemberg abgetreten und dem Oberamt Geislingen zugeordnet.

### Brandkatastrophe 1910
Am 14. April 1910 ereignete sich, verschärft durch Wassermangel und durch Strohdächer, eine Brandkatastrophe, bei der 74 Wohnhäuser zerstört und 372 Personen obdachlos wurden.

### Entwicklung seit 1918
Nach dem Ende der Monarchie gehörte Böhmenkirch zum Volksstaat Württemberg. Bei der Kreisreform während der NS-Zeit in Württemberg gelangte die Gemeinde 1938 zum Landkreis Göppingen. 1945 bis 1952 befand sich Böhmenkirch im Nachkriegsland Württemberg-Baden, das 1945 in der Amerikanischen Besatzungszone gegründet worden war. 1952 gelangte die Gemeinde zum jetzigen Bundesland Baden-Württemberg. Am 26. September 2021 stimmten die Bürger Böhmenkirchs mit 71,53 Prozent der Stimmen dafür, einen Landkreiswechsel zum Ostalbkreis, Landkreis Heidenheim oder Alb-Donau-Kreis zu prüfen.

### Eingemeindungen
Im Zuge der Gemeindereform in Baden-Württemberg wurden am 1. Januar 1973 Treffelhausen und Schnittlingen sowie am 1. Januar 1974 Steinenkirch eingemeindet.

### Wappen der eingemeindeten Orte
| Treffelhausen | Schnittlingen | Steinenkirch |
| ------------- | ------------- | ------------ |

### Einwohnerentwicklung
Quelle: Statistisches Landesamt Baden-Württemberg für die Daten ab 1961
| Datum              | Einwohner |
| ------------------ | --------- |
| 1837               | 2565      |
| 1907               | 2671      |
| 17. Mai 1939       | 2683      |
| 13. September 1950 | 3906      |
| 06. Juni 1961      | 4018      |
| 27. Mai 1970       | 4510      |
| 31. Dezember 1983  | 4576      |

| Datum             | Einwohner |
| ----------------- | --------- |
| 25. Mai 1987      | 4633      |
| 31. Dezember 1990 | 4902      |
| 31. Dezember 1995 | 5427      |
| 31. Dezember 2000 | 5620      |
| 31. Dezember 2005 | 5601      |
| 31. Dezember 2010 | 5515      |
| 31. Dezember 2015 | 5512      |
| 31. Dezember 2020 | 5509      |

## Politik

### Gemeinderat
In Böhmenkirch wird der Gemeinderat nach dem Verfahren der unechten Teilortswahl gewählt. Dabei kann sich die Zahl der Gemeinderäte durch Überhangmandate verändern. Der Gemeinderat besteht aus den gewählten 21 (2019: 20) ehrenamtlichen Gemeinderäten und dem Bürgermeister als Vorsitzendem. Der Bürgermeister ist im Gemeinderat stimmberechtigt. Die Kommunalwahl am 9. Juni 2024 führte zu folgendem Ergebnis. 
| Parteien und Wählergemeinschaften | Parteien und Wählergemeinschaften                                   | % 2024  | Sitze 2024 | % 2019  | Sitze 2019 | Kommunalwahl 2024 %6050403020100 55,25 %42,21 %2,54 % FWFBV/CDUAfDGewinne und Verlusteim Vergleich zu 2019 %p 4 2 0 −2 −4−0,73 %p−1,81 %p+2,54 %pFWFBV/CDUAfD |
| FWG                               | Freie Wählergemeinschaft Böhmenkirch                                | 55,25   | 11         | 55,98   | 11         | Kommunalwahl 2024 %6050403020100 55,25 %42,21 %2,54 % FWFBV/CDUAfDGewinne und Verlusteim Vergleich zu 2019 %p 4 2 0 −2 −4−0,73 %p−1,81 %p+2,54 %pFWFBV/CDUAfD |
| FBV/CDU                           | Freie Bürgervereinigung/Christlich Demokratische Union Deutschlands | 47,90   | 9          | 44,02   | 9          | Kommunalwahl 2024 %6050403020100 55,25 %42,21 %2,54 % FWFBV/CDUAfDGewinne und Verlusteim Vergleich zu 2019 %p 4 2 0 −2 −4−0,73 %p−1,81 %p+2,54 %pFWFBV/CDUAfD |
| AfD                               | Alternative für Deutschland                                         | 2,54    | 1          | –       | –          | Kommunalwahl 2024 %6050403020100 55,25 %42,21 %2,54 % FWFBV/CDUAfDGewinne und Verlusteim Vergleich zu 2019 %p 4 2 0 −2 −4−0,73 %p−1,81 %p+2,54 %pFWFBV/CDUAfD |
| gesamt                            | gesamt                                                              | 100,0   | 21         | 100,0   | 20         | Kommunalwahl 2024 %6050403020100 55,25 %42,21 %2,54 % FWFBV/CDUAfDGewinne und Verlusteim Vergleich zu 2019 %p 4 2 0 −2 −4−0,73 %p−1,81 %p+2,54 %pFWFBV/CDUAfD |
| Wahlbeteiligung                   | Wahlbeteiligung                                                     | 68,85 % | 68,85 %    | 54,17 % | 54,17 %    | Kommunalwahl 2024 %6050403020100 55,25 %42,21 %2,54 % FWFBV/CDUAfDGewinne und Verlusteim Vergleich zu 2019 %p 4 2 0 −2 −4−0,73 %p−1,81 %p+2,54 %pFWFBV/CDUAfD |

### Bürgermeister
Bürgermeister in Böhmenkirch ist seit 2010 Matthias Nägele.

### Wappen
Die Blasonierung des Gemeindewappens von Böhmenkirch lautet: In Rot eine goldene Holzkirche.
Für das Jahr 1924 ist für Böhmenkirch ein Baum als Siegelbild belegt. Später änderte sich dieses in eine Kirche. Nach einem Vorschlag der Archivdirektion in Stuttgart nahm die Gemeinde 1957 das heutige „redende Wappen“ an: Der Ortsname Böhmenkirch leitet sich von Baumenkirche ab, was durch eine aus Baumholz bestehenden Kirche versinnbildlicht wird. Die Farben Gelb und Rot weisen auf die Herrschaft Rechberg hin. Das Wappen und die gelb-rote Flagge wurde am 4. September 1958 vom Innenministerium verliehen.

### Gemeindepartnerschaften
Böhmenkirch unterhält partnerschaftliche Beziehungen zur Marktgemeinde Böheimkirchen im Mostviertel in Niederösterreich.

## Wirtschaft und Infrastruktur

### Verkehr
Böhmenkirch ist durch die Bundesstraße 466 (Süßen–Heidenheim) an das überregionale Straßennetz angeschlossen.
Im ÖPNV ist die Gemeinde ein Kreuzungspunkt der Busverbindungen zwischen Göppingen, Geislingen an der Steige und Heidenheim an der Brenz.
Der Schwäbische-Alb-Radweg führt als Fernradweg durch Böhmenkirch; er führt vom Bodensee nach Donauwörth und dabei aus Süßen kommend über Donzdorf und Lauterstein (Nenningen und Weißenstein) nach Böhmenkirch und weiter über Steinheim am Albuch Richtung Heidenheim. 
Auch der Albtäler-Radweg verläuft durch die Gemeinde; es handelt sich um einen Rundkurs zwischen Römerstein und Sontheim an der Brenz. Er führt von Geislingen kommend in die Ortsteile Treffelhausen und Steinenkirch und weiter über Gerstetten ins Brenztal.

### Bildung
In Böhmenkirch und im Ortsteil Treffelhausen gibt es jeweils eine reine Grundschule.

## Kultur und Sehenswürdigkeiten

### Touristische Routen
Böhmenkirch liegt an der Schwäbischen Albstraße, die an vielen Sehenswürdigkeiten vorbeiführt. Genauso liegt Böhmenkirch am Fränkisch-Schwäbischen Jakobsweg, einem Pilgerweg, der nach Ulm und weiter nach Spanien führt.

### Radwege
Böhmenkirch liegt am Alb-Crossing, einem Fernradweg geeignet für Mountainbiker oder Gravel-Biker, der in sechs Etappen von Aalen bis nach Tuttlingen führt.

### Bauwerke
- Fernmeldeturm Schnittlingen
- Windpark beim Fernmeldeturm
- Obere Roggenmühle
- St.-Patriz-Kapelle
- St. Vitus-Kirche in Treffelhausen
- Lourdes-Grotte in Treffelhausen

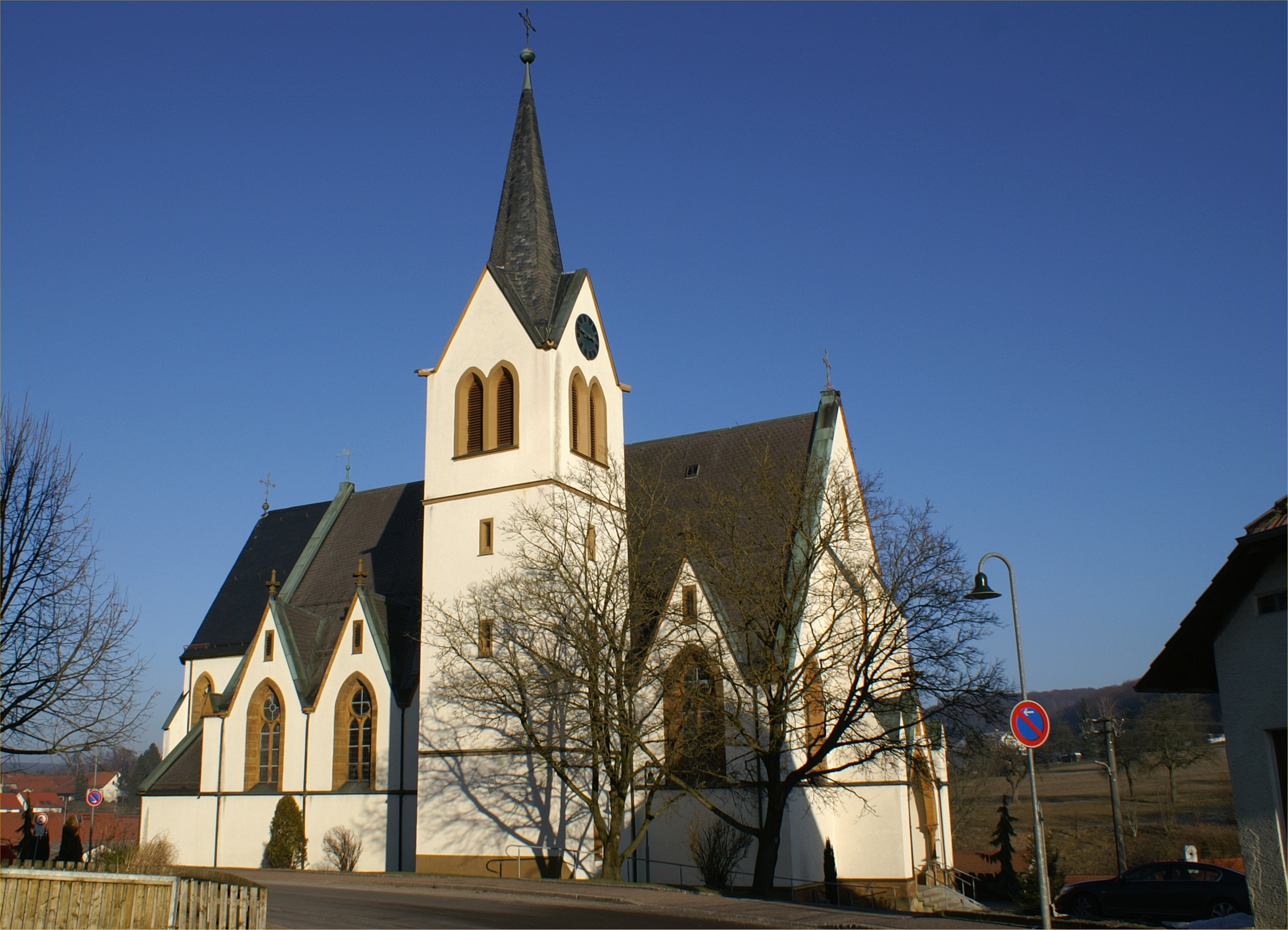
St.-Vitus-Kirche in Treffelhausen

- Burgrest Ravenstein in Steinenkirch

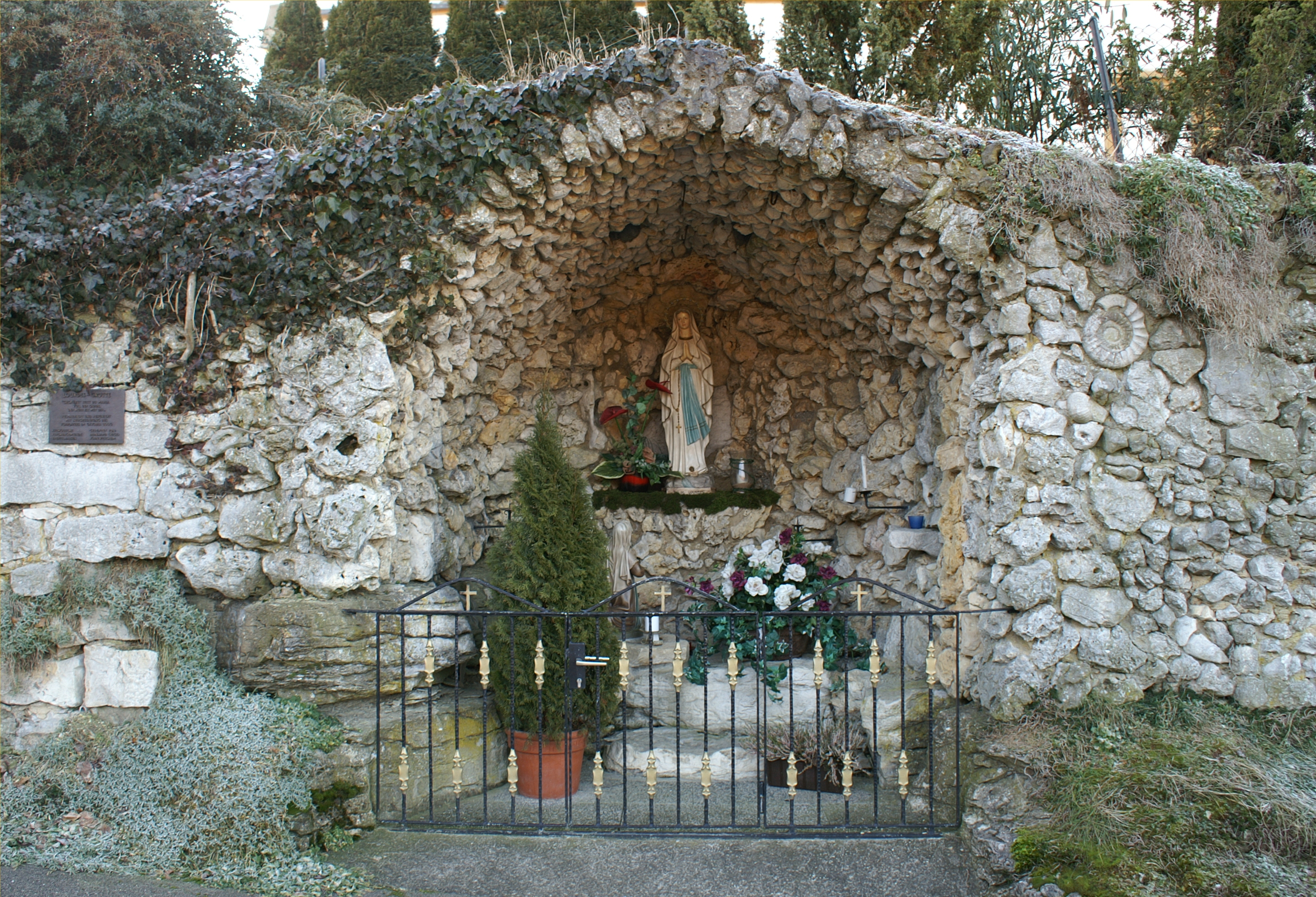
Lourdes-Grotte in Treffelhausen
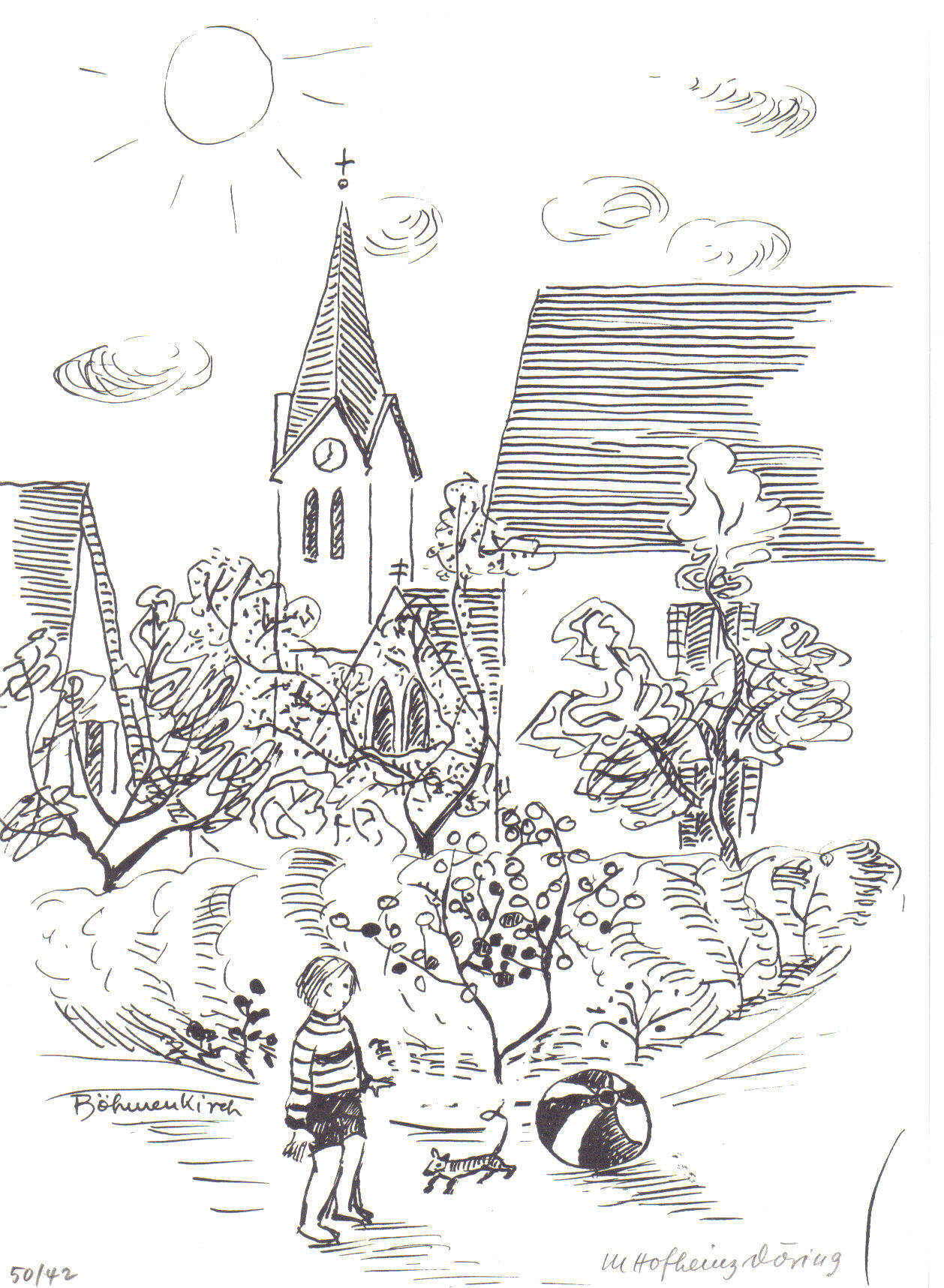
Ortsmitte Böhmenkirch, Zeichnung von Margret Hofheinz-Döring, 1977
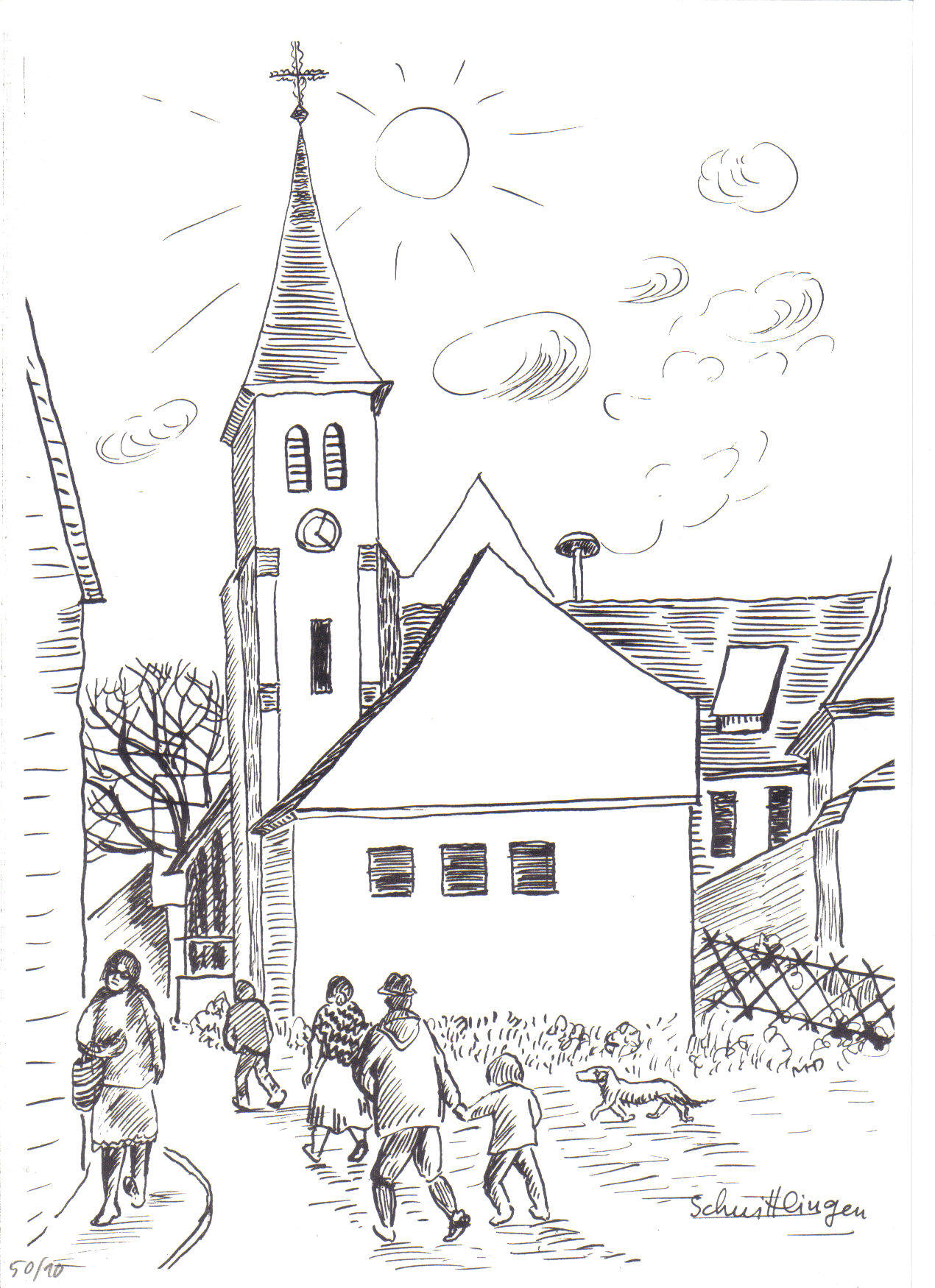
Schnittlingen, Zeichnung von M. Hofheinz-Döring, 1982
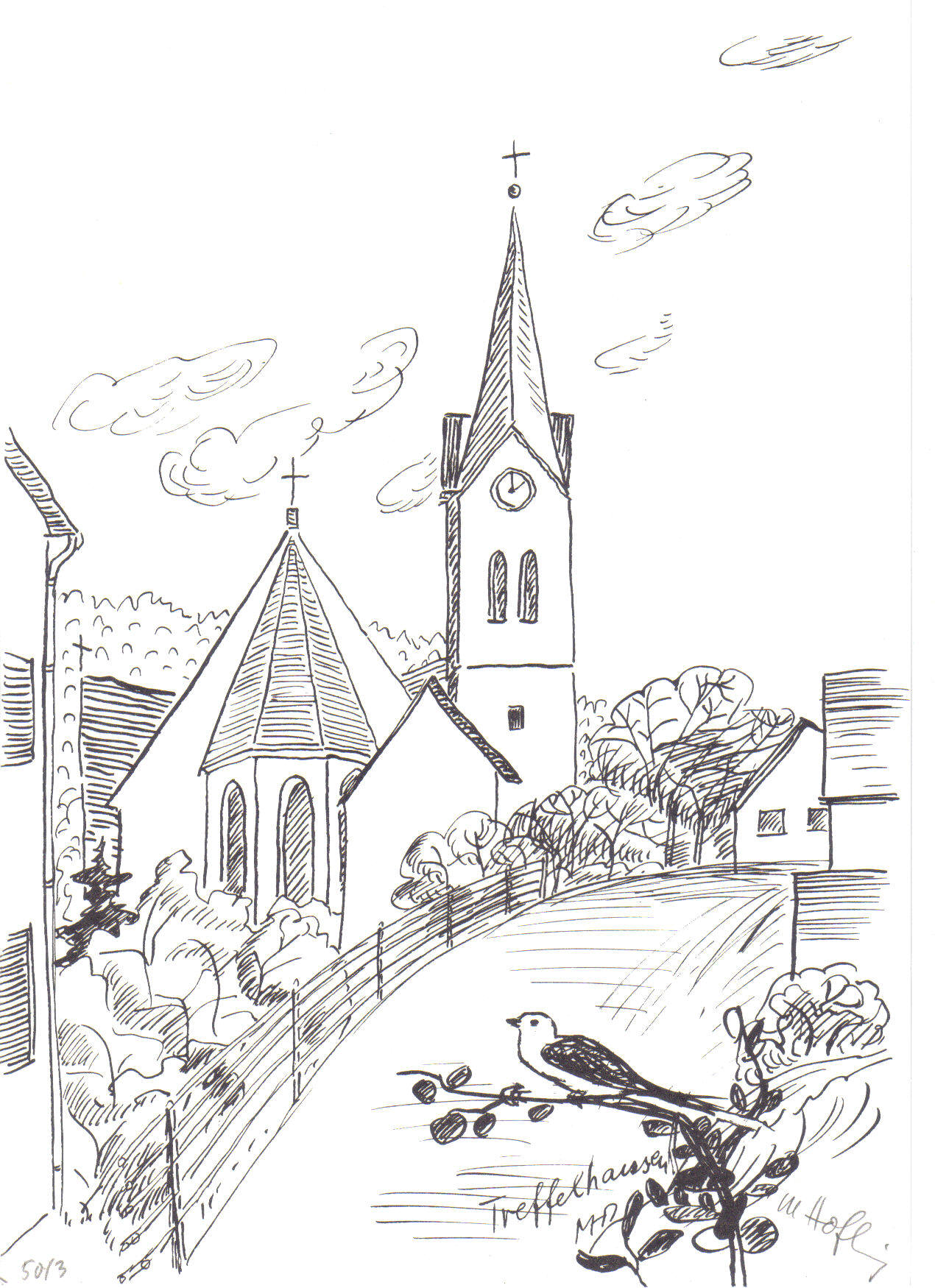
Treffelhausen, Zeichnung von M. Hofheinz-Döring, 1981

### Naturdenkmäler
- Mordloch im Roggental, mit 4,3 km die drittlängste Höhle der Schwäbischen Alb
- Magentäle mit den Felsen Roggenstein und Roggennadel
- Eybquelle unterhalb von Treffelhausen

### Energie

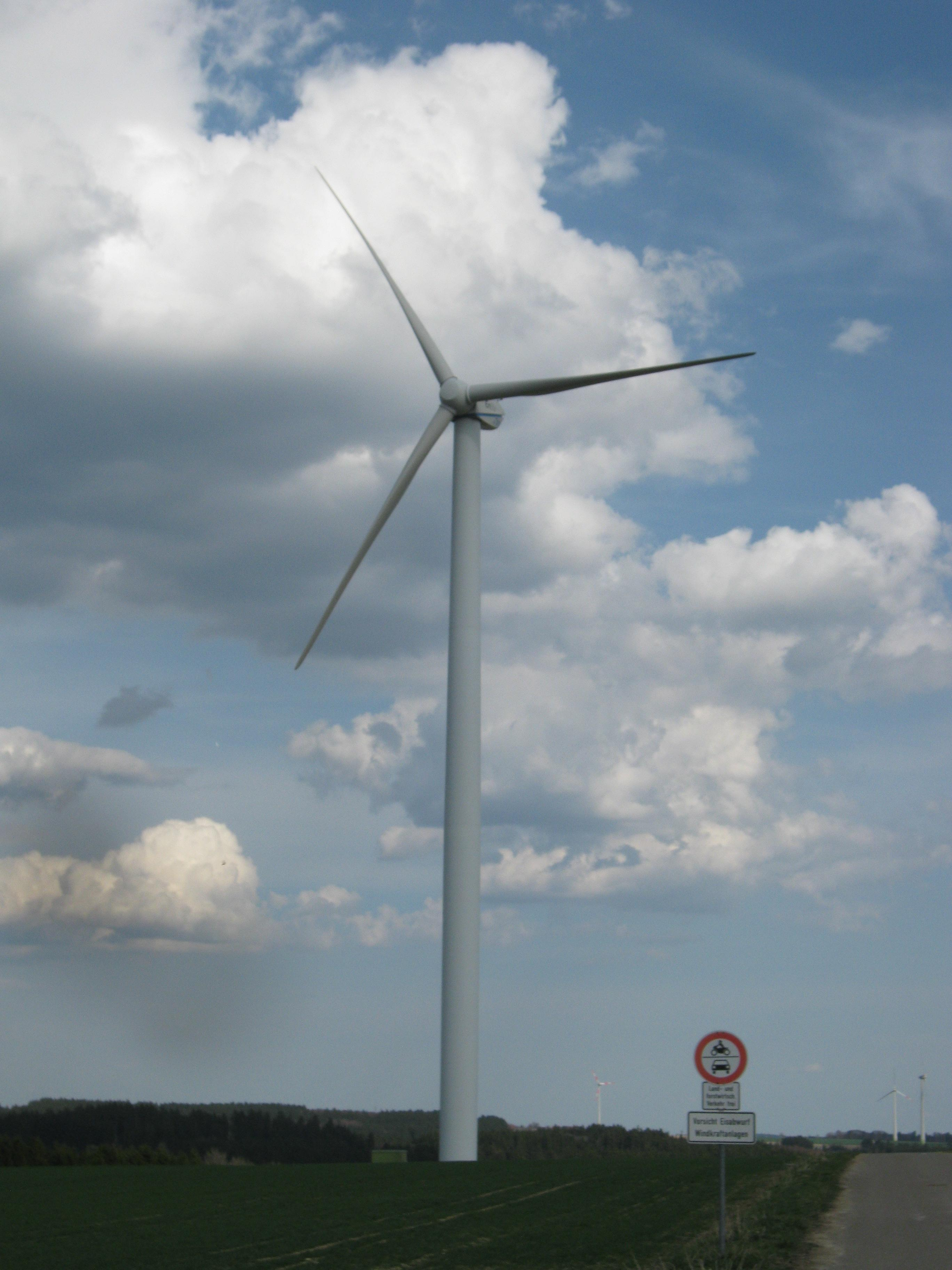
Eine Windkraftanlage im Windpark nordöstlich von Böhmenkirch

Nordöstlich von Böhmenkirch befindet sich ein Windpark, in dem 4 Windkraftanlagen der 1,5-MW-Klasse installiert sind.

## Söhne und Töchter der Gemeinde
- Anna Meder (1606–1649), Buchdruckerin
- Remigius Kleesattel (1717–1783), Benediktiner im Kloster St. Blasien, Priester, Theologe und Komponist
- Francis Long, geboren als Franz Joseph Lang (1852–1916), deutsch-US-amerikanischer Polarforscher und Meteorologe
- Georg Grupp (1861–1922), Theologe, Historiker und Bibliothekar
- Bernhard Heinzmann (1903–1942), katholischer Priester und Gegner des NS-Regimes
- Hermann Färber (* 1963), Politiker (CDU)